# Silvanus (mytologie)

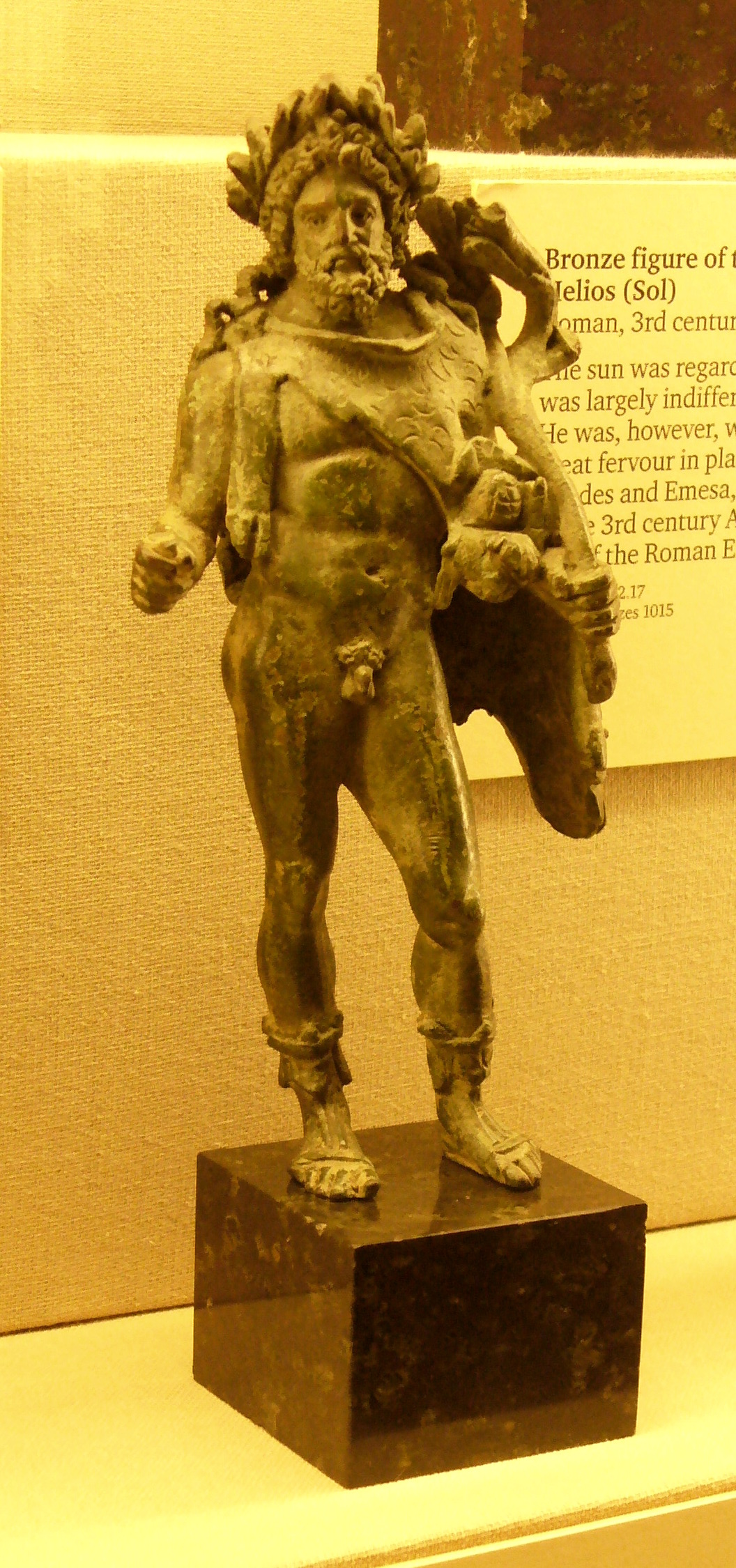
Silvanus (Bronz, jižní Itálie)

Silvanus (lat. lesní) je italský a etruský nižší bůh, který žil v lese. Původně byl asi obávaný škůdce, kolem přelomu letopočtu se však stal velmi oblíbeným ochráncem pozemků, lesů a stád, sadů a vinohradů. Podle Hygina to byl právě Silvanus, kdo začal stavět mezníky a chránit meze. Podle téhož autora má každé hospodářství trojího Silvana:
1. domácího (Silvanus domesticus nebo Larum),
2. polního (Silvanus agrestis) a
3. východního (Silvanus orientalis), který střežil meze.

Zobrazoval se podobně jako řecký Pan nebo Krakonoš: jako starší venkovan s borovým věncem na hlavě, s nožem a polními plody, se psem a kohoutem. Byl někdy zaměňován s římským bohem Faunem, byl ovšem mnohem oblíbenější.